# Metro: Last Light
Metro: Last Light (anterior Metro 2033) é um videojogo de ação produzido pelo estúdio ucraniano 4A Games, publicado pela Deep Silver e é uma sequencia de Metro 2033. O enredo decorre em 2034 em Moscovo, depois de um acontecimento pós-apocalíptico e combina elementos do género "survival horror" e de tiro em primeira pessoa. Inicialmente esperado para ser lançado no verão de 2012, Metro: Last Light foi editado a 17 de Maio de 2013 para Microsoft Windows, PlayStation 3 e Xbox 360. Também foi editado para PlayStation 4 e Xbox One.

## Sinopse
"É o ano 2034. Sobre as ruínas da pós-apocalíptica cidade de Moscou, nos túneis do Metro, os sobreviventes da humanidade são cercados por ameaças mortais de fora - e de dentro. Mutantes invadem as catacumbas sobre a superfície desolada, e caçam entre os céus envenenados em cima. Ao invés de se manterem unidos, as estações do Metro estão trancadas numa luta pelo derradeiro poder, um dispositivo do Juízo Final saído dos cofres militares do D6. Uma Guerra Civil está prestes a acontecer que pode erradicar para sempre a humanidade da face da Terra."
És Artyom, queimado pela culpa mas conduzido pela esperança, e tens a chave para a nossa sobrevivência – a ultima Luz na nossa hora mais escura..."

## Desenvolvimento

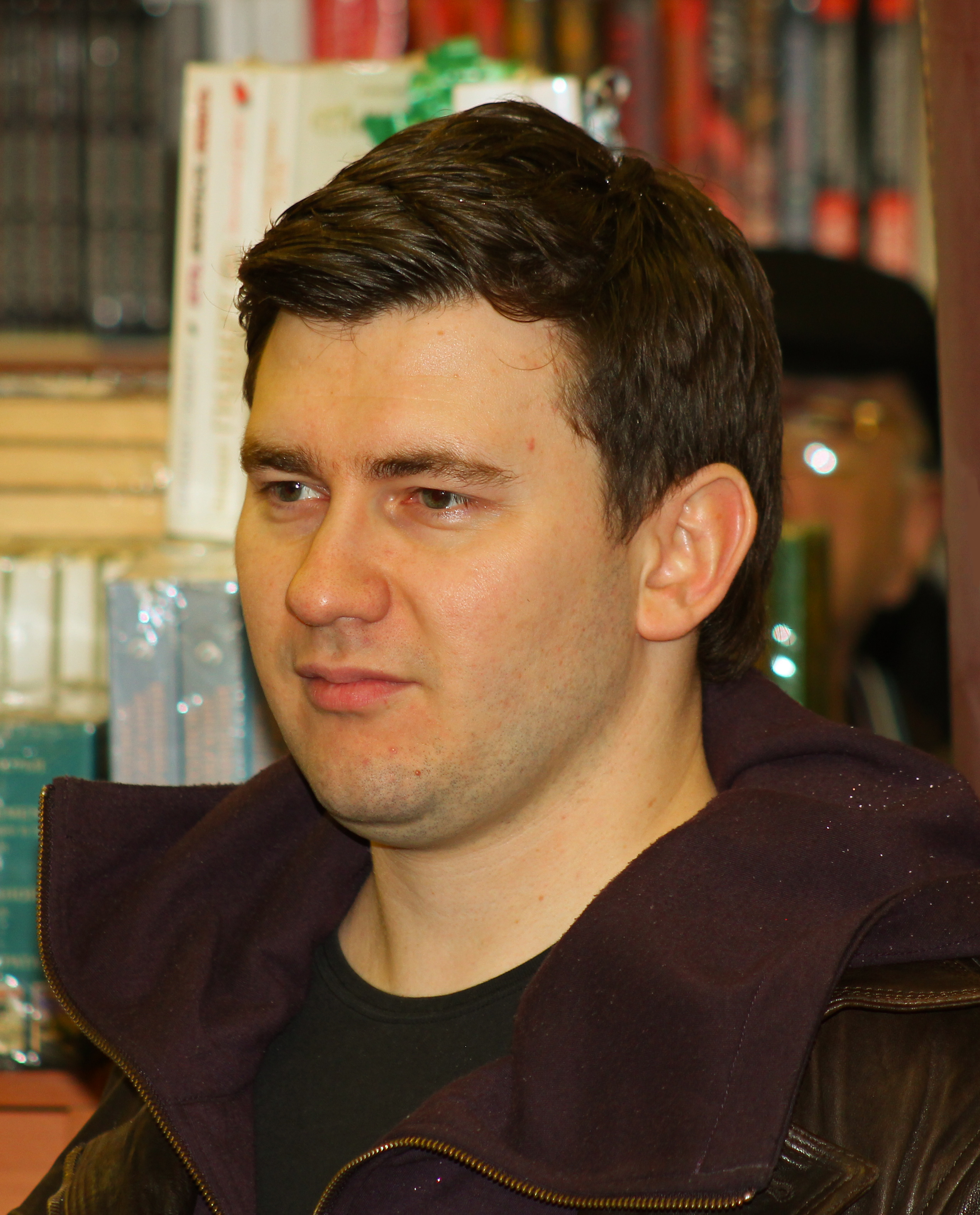
Dmitry Glukhovsky

Inicialmente com o nome Metro 2034, o jogo é uma sequela de Metro 2033, e apesar do autor Dmitry Glukhovsky estar aparentemente ligado à produção do jogo, este não tem nenhuma ligação ao livro Metro 2034. O jogo acabou por ser registado pela THQ com o nome Metro: Last Light.
Foi mostrado ao publico pela primeira vez na E3 2011, incluido no programa da Wii U. No entanto a THQ já confirmou que Metro: Last Light provavelmente não será lançado na futura consola da Nintendo. O jogo inclui vozes de Lance Henriksen, Nolan North, Khary Payton e Patton Oswalt.
Em entrevista à NowGamer sobre a possibilidade do jogo ter uma versão para Wii U, o chefe da equipa técnica da 4A Games, Oles Shishkovtsov, disse que a Wii U tem um "CPU terrivelmente lento". O seu colega Huw Beynon reiterou o sentimento, dizendo que não haverá uma versão para Wii U de Metro: Last Light, porque o estúdio "não poderia justificar o esforço necessário. Fizemos uma antevisão, pensamos que provavelmente iríamos fazê-lo, mas no que toca ao impacto que iria ter na qualidade do jogo - potencialmente em seu detrimento - percebemos que não valia a pena desta vez...Poderá ser algo a qual voltaremos. Mas não posso fazer promessas. Vendo o tamanho da equipa, e comparando como estávamos da ultima vez, só a produzir para a PlayStation 3, é uma adição muito significante."
O video de Metro: Last Light atraiu uma atenção muito significativa, com 4.5 milhões de visualizações. Desde o primeiro video que foram lançados mais três cada um seguindo a vida de uma personagem que vive dentro do Metro. Os vídeos foram lançados entre Novembro e Dezembro de 2012.
A editora original do jogo, a THQ, abriu falência em Dezembro de 2012. Os direitos da série Metro (e Last Light) foram vendidos em leilão à Deep Silver a 22 de Janeiro de 2013, editor e produtor da série Dead Island.
De acordo com declarações do director criativo ao website ucraniano itcchannel, a equipa de Metro: Last Light está a  trabalhar numa versão para PlayStation 4. Também foi revelado na mesma entrevista que será lançada uma componente separada do multijogador de Metro: Last Light.

## Recepção
Metro: Last Light recebeu análises positivas, com muitas delas a elogiar os gráficos e a história. As criticas dirigiram-se mais as sequências lineares e à IA fraca. Colin Moriarty da IGN disse que "Metro: Last Light é uma aventura arrojada de um cenário pós-apocalíptico visto de um ponto de vista russo. O ambiente e a apresentação de Last Light são os seus pontos fortes, no entanto o ultimo terço da sua campanha de 10 horas é muito fraco que o resto que lhe antecedeu. Se quer um FPS engraçado que seja diferente da série BioShock, mas que mesmo assim continua a ser divertido, Last Light poderá ser para você. Mas prepare-se para encontrar falhas com a IA e alguns problemas técnicos." A GameSpot deu a pontuação de 9.0/10 chamando-o "uma fantástica aventura pós-apocalíptica."